# Стабістор
Стабі́стор (раніше нормістор) — напівпровідниковий діод, в якому для стабілізації напруги використовується пряма гілка вольт-амперної характеристики (тобто в області прямого зміщення напруга на стабісторі слабо залежить від струму). Відмінною особливістю стабісторів в порівнянні зі стабілітронами є менша напруга стабілізації, яке становить приблизно 0,7 В. Послідовне з'єднання двох або трьох стабісторів дає можливість отримати подвоєне чи утроєне значення напруги стабілізації. Деякі типи стабісторів являють собою єдиний набір з послідовним з'єднанням окремих елементів.
Стабістору властивий негативний температурний коефіцієнт опору, тобто напруга на стабісторі при незмінному струмі зменшується зі збільшенням температури. У зв'язку з цим стабістор використовують для температурної компенсації стабілітронів з позитивним коефіцієнтом напруги стабілізації.
Основна частина стабісторів — кремнієві діоди. Крім кремнієвих стабісторів промисловість випускає і селенові полікристалічні стабістори, які відрізняються простотою виготовлення, а значить, меншою вартістю. Однак селенові стабістори мають менший гарантований термін служби (1000 год) і вузький діапазон робочих температур.